# 熊本ワイン
熊本ワインファーム株式会社（熊本ワイナリー）は、熊本県熊本市北区に本社を置く酒造メーカー。ワインのほか、ワインを使用したチーズケーキを発売した実績もある。

## 沿革
- 1999年（平成11年） - 設立

## 受賞歴
「日本ワイナリーアワード（Japan Winery Award）」
- 第2回 2004年（平成16年）金賞受賞[3]
  - 欧州系・白「菊鹿ナイトハーベスト シャルドネ樽発酵 2003」
- 第6回 2008年（平成20年）金賞受賞[4]
  - 欧州系・白「菊鹿ナイトハーベスト シャルドネ樽発酵2007」
- 第7回 2009年（平成21年）金賞受賞[5]
  - 欧州系・白「菊鹿セレクション小伏野 シャルドネ樽発酵 2008」
- 第14回 2016年（平成28年）金賞受賞[6]
  - 国内改良・赤、コストパフォーマンス賞「マスカット・ベーリーA樽熟成 2014」

## 関連会社
- 南九州コカ・コーラボトリング
- 本坊酒造